# Yitzhak Rabin
Yitzhak Rabin (Hebreeuws: יצחק רבין) (Jeruzalem, 1 maart 1922 – Tel Aviv, 4 november 1995) was een Israëlisch politicus en diplomaat van de Arbeidspartij en generaal en de 5e premier van Israël van 1974 tot 1977 en van 1992 tot 1995.
In 1994 verkreeg hij voor zijn bijdragen aan de Oslo-akkoorden de Nobelprijs voor de Vrede. Op 4 november 1995 kwam Rabin op 73-jarige leeftijd om het leven na een moordaanslag.
Rabin, een militair van beroep, was van 1964 tot 1968 opperbevelhebber van het Israëlisch defensieleger en werd daarna politiek actief. Hij was ambassadeur in Verenigde Staten van 1968 tot 1973 en van 1974 tot 1995 lid van de Knesset. Rabin was partijleider van de Arbeidspartij van 1974 tot 1977 en van 1992 tot 1995.

## Biografie

### Jeugd en onderwijs
Rabin werd geboren in Mandaatgebied Palestina als zoon van Nechamia en Rosa Rabinowitz. Na een verblijf in Detroit in de Verenigde Staten kwam zijn vader naar Palestina. Zijn moeder was socialiste, maar aanvankelijk geen zioniste. Zij liep voorop bij de traditionele 1 mei-optochten en werd daarom ook Rode Rosa genoemd. Ook zij was op weg naar de Verenigde Staten toen zij om een onbekende reden naar Palestina uitweek. In Palestina ontmoetten de ouders van Rabin elkaar en trouwden.
Toen Yitzhak een jaar oud was, verhuisde het gezin naar Tel Aviv. Rabin ging eerst naar de 'lagere school voor arbeidersjeugd' in Tel Aviv, toen naar een school op een kibboets en uiteindelijk naar de agrarische school Kadoeri in Galilea. Hij voltooide de middelbare school met uitmuntendheid en wilde graag irrigatie-ingenieur worden. Ondertussen was hij al actief met de Hagana-training, zoals meeste Joodse jongens van zijn leeftijd, en trad hij toe tot de brigades van de Palmach. Er wordt verteld dat hij nogal verlegen was, waardoor lang niet iedereen zijn intelligentie zag.

### Huwelijk
Tijdens de Arabisch-Israëlische Oorlog van 1948 trouwde hij met de oorspronkelijk Pruissische Lea Schlossberg. Zij was journalist van de krant van de Palmach, de elitegevechtsgroep van de Hagana. Ze kregen twee kinderen: Dalia (geboren op 19 maart 1950) en Yuval (geboren op 18 juni 1955). Lea overleed in Petach Tikwa in Israël op 12 november 2000.

### Palmach-strijder
Al vroeg was Rabin betrokken bij de Palmach, waarvan hij tot en met 1947 Hoofd Militaire operaties was. De Palmach ging later als Harel-brigade op in het Israëlisch defensieleger.
Na 29 november 1947 werd hij bevelhebber van deze Harel-brigade, die een grote rol speelde in de oorlog van 1948. Na Operatie Nachshon op 11 mei 1948, dus nog voor het uitroepen van de staat Israël en daags voordat de definitieve orders voor de volgende fase van de etnische zuivering gegeven werd, rapporteerde deze brigade dat ze het Palestijnse dorp Beit Mashir bij Jeruzalem had bezet en "bezig was de huizen op te blazen, tot nu al zo'n 60 à 70,". Dit gebeurde in het kader van Operatie Makkabi. Op de plaats van dit dorp is nu een park in Jeruzalem.

### Arabisch-Israëlische oorlog

#### Operatie Dani
Op 10 juli 1948 had David Ben-Gurion Yitzhak Rabin als tweede man naast commandant Yigal Allon benoemd.
Operatie Dani was de codenaam voor de Israëlische aanval van 11 juli 1948 op de twee Palestijnse steden Lydda en Ramla, die ongeveer halverwege tussen Tel Aviv en Jeruzalem liggen. Volgens de Resolutie 181 van de Verenigde Naties vielen deze steden in het Arabische gebied.
Ilan Pappé beschrijft deze aanval en ook dat Rabin, bevelvoerder ter plaatse, vertelde "dat Ben-Gurion hem maar zijn bureau had laten komen om het lot te bespreken van de beide steden: Yigal Allon vroeg: Wat moet met de bevolking (van Lydda en Ramla) gedaan worden? Ben-Gurion maakte toen een gebaar met zijn hand en zei: verdrijf ze!". Rabin schatte dat deze transfer een 50.000 Arabische bewoners betrof. Rond de 70.000 mensen werden onder dwang verdreven, vele doden waren te betreuren.

### Legeraanvoerder
In de daaropvolgende jaren maakte Rabin goed gebruik van de militaire training die hij in het Verenigd Koninkrijk ontvangen had en klom hij op door de rangen van het leger. Hij werd bevelvoerder van het leger en ontpopte hij zich tot de meesterlijke strateeg, waar hij later om bekend werd.
Toen Rabin begon als bevelvoerder van het leger, nam hij de verdediging op zich van een land dat de vorm had van twee ballonnen met een stokje ertussen: lang en in het midden heel dun, namelijk slechts zeven kilometer breed. De opdeling van het leger onder een Noord- en een Zuidcommando, was grotendeels ingegeven door Rabin. Het was een beslissing die aan veel kritiek onderhevig was en alleen Rabins reputatie uit de dagen van de Hagana hield zijn beslissing overeind. Rabin was legeraanvoerder in een tijd waarin oorlog met de Arabische buurlanden onafwendbaar leek. Tegelijkertijd genoot hij weinig vertrouwen van de politici in het kabinet.
Kreeg Rabin aangaande de indeling van zijn leger de wind van voren, dan was het wel een orkaan op het punt van de strategie die hij voor Israël gekozen had in geval van oorlog met de buurlanden. Tegenover een enorm overwicht stelde Rabin namelijk niet consolidatie en verdediging, maar het opsplitsen van de legermacht en een agressieve aanval in twee richtingen. Zijn beoogde doelen tijdens een oorlog waren de uitbreiding van de landerijen van Israël in alle richtingen met stukken land die de staat verdedigbaar zouden maken: de Sinaï in het zuiden, de Golanhoogten in het noorden en de Westelijke Jordaanoever in het oosten — daar waar Israël zich, met de Jordaanoever als een enorme natuurlijke tankgracht, zou uitbreiden.

### De Zesdaagse Oorlog van 1967
Onder zijn bevel behaalde het Israëlisch defensieleger (IDF) de overwinning op Egypte, Syrië en Jordanië in de Zesdaagse Oorlog in 1967. Nadat de oude stad Jeruzalem door de IDF was ingenomen, was Rabin een van de eersten die de oude stad bezocht. Hij hield een beroemd geworden toespraak op de Hebreeuwse universiteit op de Scopusberg. In de dagen voorafgaand aan de oorlog werd gemeld dat Rabin een zenuwinzinking had gehad en niet kon functioneren. Na deze korte onderbreking hervatte hij het volledige bevel over de IDF.

### Diplomaat
Na het afzwaaien van zijn militaire dienst in 1968, werd Rabin ambassadeur in de Verenigde Staten, een taak die hij vijf jaar vervulde. Tijdens deze periode werden de Verenigde Staten de belangrijkste wapenleverancier van Israël, in plaats van Frankrijk en het Verenigd Koninkrijk. In 1973 keerde hij terug naar Israël en werd lid van de Arbeidspartij.

### Van minister tot premier
Tijdens de Jom Kipoeroorlog vervulde Rabin geen officiële functie, een gegeven dat hem na de oorlog politiek goed uitkwam. Na de Jom Kipoer-oorlog vonden verkiezingen plaats, die premier Golda Meïr nog wist te winnen. Rabin werd lid van de 8e Knesset voor de Arbeidspartij en direct aangesteld tot minister van Arbeid. Na het aftreden van Meïr in 1974 streed Rabin voor het eerst tegen Peres om het leiderschap van zijn partij, een strijd die hij won. Ironisch genoeg was het zijn "ballingschap" die voor hem de weg naar het premierschap baande: Rabin was het enige lid van de regering die ten tijde van de oorlog niet in het land was en dus ook de enige die "het niet gedaan kon hebben" (het zijnde de schuld dragen voor het feit dat Israël zo verrast kon worden).
Rabin werd minister-president en Shimon Peres zijn minister van defensie en vicepremier. Samen gaven zij leiding aan de operatie Entebbe, ter bevrijding van Israëlische gijzelaars in Oeganda. Anderzijds bleef de regering gekenmerkt door spanningen tussen de twee en met de regeringspartner, de nationaal-religieuze partij.
Op 15 maart 1976 publiceerde de journalist Dan Margalit in Haaretz dat Yitzhak en Lea Rabin een dollarrekening in de Verenigde Staten bezaten. Eerst probeerde Rabin de zaak te sussen, maar nadat de procureur-generaal vasthield aan een vervolging van Leah, trok hij zich op 7 april terug als lijsttrekker van de Arbeiderspartij. Op 10 april werd Shimon Peres verkozen en 12 dagen later verving deze Rabin de facto als minister-president. Na de verkiezingsnederlaag van Peres tegen Begin vervulde Rabin de taak weer, tot Begin diens plaats innam op 20 juni van dat jaar.
Op 30 maart 1976 organiseerden Israëlische Palestijnen massastakingen en protesten vanwege een plan van de regering-Rabin om duizenden dunams van hun grond in Galilea in beslag te nemen. Tijdens deze protesten schoten Israëlische troepen zes demonstranten dood. Deze tragedie wordt elk jaar door Palestijnen herdacht op de "Dag van het Land" (Yom al-Ard).

### Minister van defensie
Van 1983 tot 1990, onder premiers Shimon Peres en Yitzhak Shamir, en naast zijn tweede termijn als premier van 1992 tot de dag dat hij werd vermoord, was hij Israëls minister van defensie. In Israël noemde men hem ook wel meneer veiligheid. Als minister van defensie verminderde hij de aanwezigheid van Israëlische troepen in Libanon, zowel in hoeveelheid als grondgebied, en liet hij het Israëlisch defensieleger ingraven nabij de Israëlische grens. Vele taken van het leger werden overgenomen door het 'Zuid-Libanonleger'.
Eind 1987 brak de eerste intifada uit, in gebeurtenissen die Rabin aanvankelijk niet naar belang inschatte (een bezoek aan de VS brak hij er niet voor af). Aanvankelijk stond hij harde aanpak van de rellen voor: soldaten van de I.D.F. mochten zo nodig de botten breken van stenen gooiende Palestijnen, hetgeen door Rabin zelf is ontkent daartoe opdracht te hebben gegeven. Volgens zijn critici was hij óf te hard óf niet hard genoeg. Toen de onrust aanhield en televisiebeelden van botten brekende IDF-soldaten verspreid werden stond hij een gematigder reactie voor.

### Tweede termijn als premier

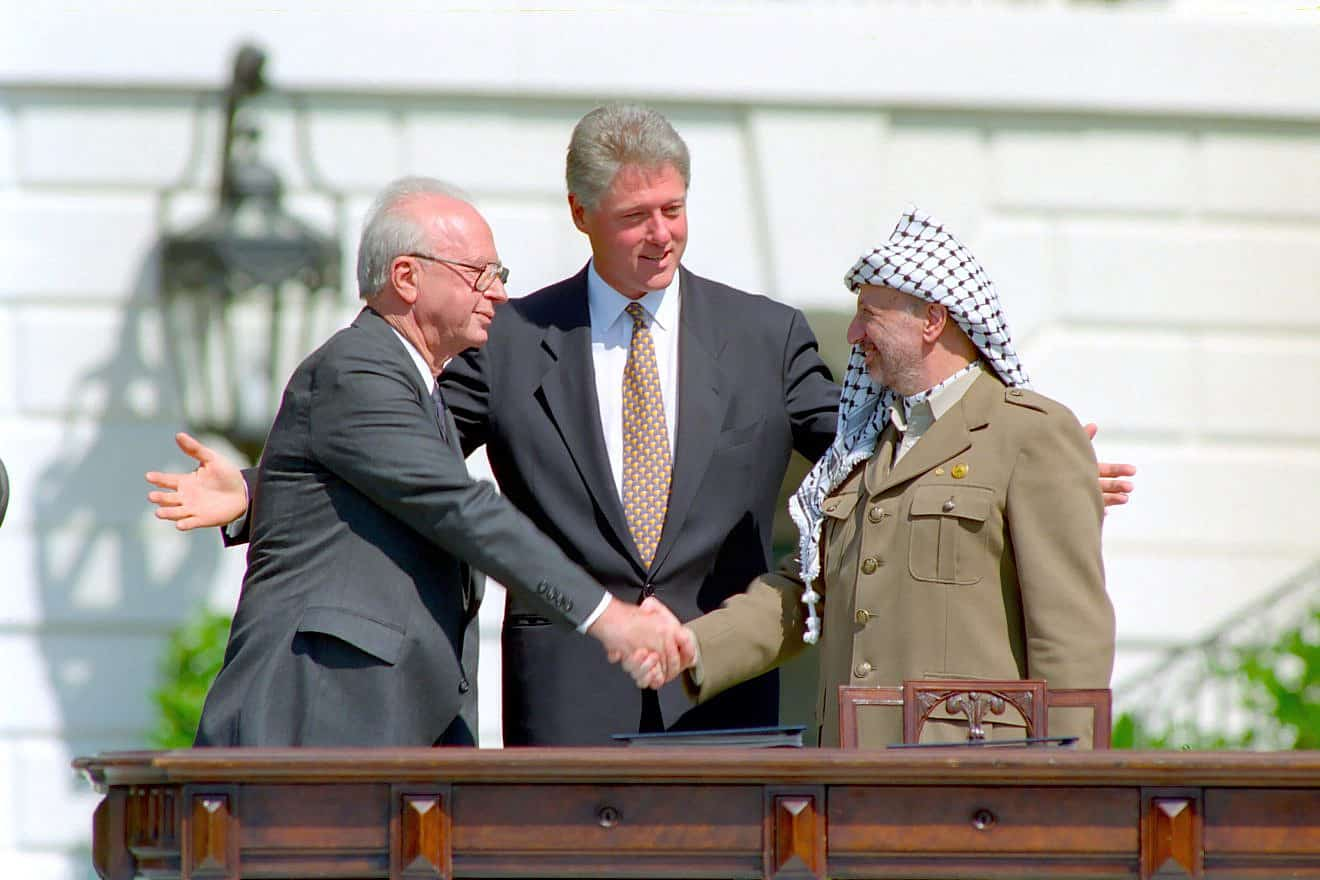
Yitzhak Rabin, Bill Clinton en Yasser Arafat

Als premier sinds 1992 blies hij nieuw leven in de onderhandelingen met de PLO (die enige controle uitoefende in de bezette gebieden), onder meer om de intifada te beëindigen. Zijn inspanningen resulteerden in de Oslo-akkoorden met de Palestijnen. Bij het tekenen van het verdrag zei hij: "Van nu af aan komen ons zorgeloze dagen tegemoet en nachten zonder angst. Ons leven gaat aangrijpend veranderen. In het verschiet liggen goed buurschap, het einde van het dodenleed dat onze huizen aandoet en het einde van de oorlogen. Laat de zon rijzen!". In 1994 ontving hij voor zijn inzet bij de akkoorden de Nobelprijs voor de Vrede, samen met Shimon Peres en Yasser Arafat.
Er is veel gespeculeerd over de vraag waarom het precies Rabin was, de man achter de verovering van de Westelijke Jordaanoever, mister safety, die met de Palestijnen wilde onderhandelen met als grondslag land voor vrede. Een mogelijke reden sluit aan bij Rabins inzicht dat het veroveren van de Jordaanoever een strategisch doel van de IDF moest zijn. In 1967 was Israël in het oosten voornamelijk uit op het veroveren van de natuurlijke tankgracht van de Jordaanoever, waar het land opeens heel steil omhoog gaat lopen en geen tank meer een meter vooruitkomt. In 1992 was het nut van de tankgracht vervallen omdat militante groepen over raketten beschikten. Wellicht kwam Rabin tot de niet meer dan logische beslissing dat een buffer van vreedzaam gebied een betere grens voor Israël zou zijn met meer verdedigende werking tegen kleine raketten dan een tankgracht waar raketten gewoon overheen vliegen.
Het vredesproces bracht onenigheid onder het Israëlische volk met zich mee. Hoewel de vrede breed werd gedragen, waren zware persoonlijke aanvallen op de regering en haar leider aan de orde van de dag. Critici ondermijnden het recht van de regering besluiten te nemen. De aanhoudende aanvallen op Israëlische burgers gooiden extra olie op het vuur. Rabin werd geregeld uitgemaakt voor "landverrader" of zelfs "nazi". Aan de andere kant voelden sommige Israëliërs en in het bijzonder kolonisten zich bedrogen door het voortduren van de terreuraanvallen, Rabins luchtige reactie hierop en zijn harde taal tegen de kolonisten ("Ze doen me niets", "Propellers" en de regering werkt aan de veiligheid van "98% van de burgers").
Op 26 oktober 1994 tekende Rabin een vredesverdrag met koning Hoessein van Jordanië, waarna Israël en Jordanië hun grenzen openden voor elkaars toeristen en zakenlieden.
Tijdens een persconferentie na het ondertekenen van het Interim-akkoord Palestijns Zelfbestuur Westelijke Jordaanoever op 24 september 1995 zei hij te hopen dat het akkoord zal bijdragen aan het doel van mij en mijn regering, namelijk het oplossen van het Palestijns-Israëlische conflict op een manier waarin wij geloven. Hij omschreef het toekomstige Israël als een joodse staat die het grootste deel beslaat van het Land van Israël, met het verenigde Jeruzalem als hoofdstad en met een verdedigingslinie langs de rivier de Jordaan en de Jordaanvallei. En: Het doel van het zionisme was het stichten van een joodse staat en niet een staat met twee naties. De 2,2 miljoen Palestijnen in de gebieden vormen een van ons totaal verschillende entiteit, godsdienstig, politiek en nationaal. Wij willen niet over hen heersen, daarom zal er naast en in vreedzame samenleving met Israël, een Palestijnse entiteit ontstaan op de Westoever en in de Gazastrook. Maar niet met de grenzen die voor de Zesdaagse Oorlog bestonden.

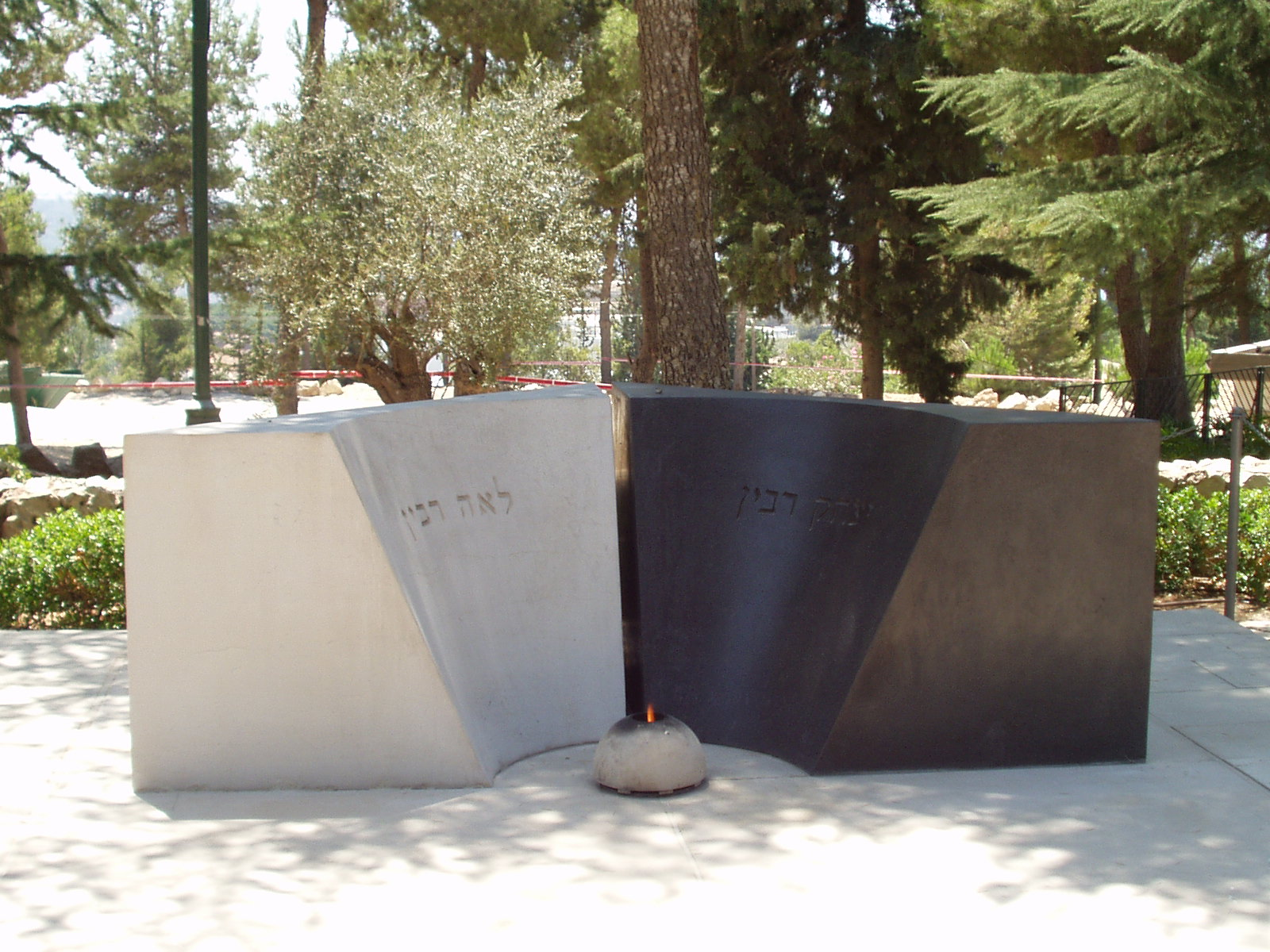
Rabins graf

#### De moord op Rabin, 4 november 1995
In deze periode raakten Rabin en zijn minister van buitenlandse zaken Shimon Peres door de nauwe samenwerking voor het eerst op goede voet met elkaar. Dit bereikte zijn hoogtepunt in de beroemde omhelzing op de vredesdemonstratie op 4 november 1995 op het grote later naar hem vernoemde Rabinplein in Tel Aviv, waarbij Rabin, bij zijn vertrek, werd vermoord door Yigal Amir, een extremistisch-zionistische tegenstander van de door Rabin gesloten Oslo-akkoorden.

## Onderscheidingen
In 1994 ontvingen hij, Shimon Peres, en Yasser Arafat samen de Nobelprijs voor de Vrede voor hun inzet bij de Oslo-akkoorden. Het jaar ervoor, in 1993, had het drietal ook de Félix Houphouët-Boigny-Vredesprijs van de UNESCO ontvangen.
- Bibsys: 99061685
- Biblioteca Nacional de Chile: 000645234
- Biblioteca Nacional de España: XX1092305
- Bibliothèque nationale de France: cb11920945q (data)
- Catàleg d'autoritats de noms i títols de Catalunya: 981058620229706706
- Gemeinsame Normdatei: 118941119
- International Standard Name Identifier: 0000 0000 7974 6227
- Library of Congress Control Number: n80038008
- Nationale Bibliotheek van Letland: 000220865
- MusicBrainz: 84371139-aa91-4596-ac78-f7f99cdbcaf2
- National Archives and Records Administration: 10582514
- Bibliotheek van het Japanse parlement: 00515667
- Nationale Bibliotheek van Tsjechië: xx0001966
- Nationale bibliotheek van Australië: 35438578
- Nationale Bibliotheek van Israël: 987007266709205171
- Nationale Bibliotheek van Polen: a0000001775027
- Nederlandse Thesaurus van Auteursnamen: 068482019
- Istituto Centrale per il Catalogo Unico: MILV191923
- SNAC: w6df7b18
- Système universitaire de documentation: 027520056
- Trove: 952924
- Virtual International Authority File: 46766256
- WorldCat: E39PBJmhR6wdwHbCGDMxpW83cP

David Ben-Gurion (1948–1954) ·
Moshe Sharett (1954–1955) ·
Ben-Gurion (1955–1963) ·
Levi Eshkol (1963–1969) ·
Yigal Allon (1969) ·
Golda Meïr (1969–1974) ·
Yitzhak Rabin (1974–1977) ·
Shimon Peres (1977) ·
Menachem Begin (1977–1983) ·
Yitzhak Shamir (1983–1984) ·
Peres (1984–1986) ·
Shamir (1986–1992) ·
Rabin (1992–1995) ·
Peres (1995–1996) ·
Benjamin Netanyahu (1996–1999) ·
Ehud Barak (1999–2001) ·
Ariel Sharon (2001–2006) ·
Ehud Olmert (2006–2009) ·
Netanyahu (2009–2021) ·
Naftali Bennett (2021–2022) ·
Yair Lapid (2022) ·
Netanyahu (2022–heden)
1901: Dunant, Passy ·
1902: Ducommun, Gobat ·
1903: Cremer ·
1904: Institut de Droit International ·
1905: Von Suttner ·
1906: Roosevelt ·
1907: Moneta, Renault ·
1908: Arnoldson, Bajer ·
1909: Beernaert, Balluet d'Estournelles de Constant ·
1910: IPB ·
1911: Asser, Fried ·
1912: Root ·
1913: La Fontaine ·
1917: ICRC ·
1919: Wilson ·
1920: Bourgeois ·
1921: Branting, Lange ·
1922: Nansen ·
1925: Chamberlain, Dawes ·
1926: Briand, Stresemann ·
1927: Buisson, Quidde ·
1929: Kellogg ·
1930: Söderblom ·
1931: Addams, Butler ·
1933: Angell ·
1934: Henderson ·
1935: Von Ossietzky ·
1936: Lamas ·
1937: Cecil ·
1938: Office international Nansen pour les réfugiés ·
1944: ICRC ·
1945: Hull ·
1946: Balch, Mott ·
1947: Friends Service Council, American Friends Service Committee ·
1949: Orr ·
1950: Bunche ·
1951: Jouhaux ·
1952: Schweitzer ·
1953: Marshall ·
1954: Hoog Commissariaat voor de Vluchtelingen (UNHCR) ·
1957: Pearson ·
1958: Pire ·
1959: Noel-Baker ·
1960: Luthuli ·
1961: Hammarskjöld ·
1962: Pauling ·
1963: ICRC, IFRC ·
1964: King ·
1965: UNICEF ·
1968: Cassin ·
1969: Internationale Arbeidsorganisatie ·
1970: Borlaug ·
1971: Brandt ·
1973: Kissinger, Lê Đức Thọ ·
1974: MacBride, Satō ·
1975: Sacharov ·
1976: Williams, Corrigan ·
1977: Amnesty International ·
1978: Sadat, Begin ·
1979: Moeder Teresa ·
1980: Esquivel ·
1981: Hoog Commissariaat voor de Vluchtelingen (UNHCR) ·
1982: Myrdal, Robles ·
1983: Wałęsa ·
1984: Tutu ·
1985: IPPNW ·
1986: Wiesel ·
1987: Arias ·
1988: VN-vredesmacht ·
1989: Gyatso ·
1990: Gorbatsjov ·
1991: Suu Kyi ·
1992: Menchú ·
1993: Mandela, De Klerk ·
1994: Arafat, Peres, Rabin ·
1995: Rotblat, Pugwash Conferences on Science and World Affairs ·
1996: Ximenes Belo, Ramos-Horta ·
1997: ICBL, Williams ·
1998: Hume, Trimble ·
1999: AzG ·
2000: Dae-jung ·
2001: VN, Annan ·
2002: Carter ·
2003: Ebadi ·
2004: Maathai ·
2005: IAEA, El-Baradei ·
2006: Grameen Bank, Yunus ·
2007: Gore, IPCC ·
2008: Ahtisaari ·
2009: Obama ·
2010: Liu ·
2011: Johnson Sirleaf, Gbowee, Karman ·
2012: Europese Unie ·
2013: OPCW ·
2014: Satyarthi, Yousafzai ·
2015: Kwartet voor Nationale Dialoog in Tunesië ·
2016: Santos ·
2017: ICAN ·
2018: Mukwege, Murad Basee ·
2019: Ahmed ·
2020: Wereldvoedselprogramma ·
2021: Ressa, Moeratov ·
2022: Bjaljazki, Memorial, Centrum voor Burgerlijke Vrijheden ·
2023: Mohammadi ·
2024: Nihon Hidankyo